# Jingshanwa
Jingshanwa (kinesiska: 荆山洼镇, 荆山洼) är en köping i Kina. Den ligger i provinsen Shandong, i den östra delen av landet, omkring 190 kilometer öster om provinshuvudstaden Jinan.
Genomsnittlig årsnederbörd är 786 millimeter. Den regnigaste månaden är juli, med i genomsnitt 255 mm nederbörd, och den torraste är januari, med 10 mm nederbörd.